# Чемпіонат світу з легкої атлетики 2019 — штовхання ядра (чоловіки)

Найкращі спроби призерів

Змагання зі штовхання ядра серед чоловіків на Чемпіонаті світу з легкої атлетики 2019 у Досі проходили 3 та 5 жовтня на стадіоні «Халіфа».

## Напередодні старту
На початок змагань основні рекордні результати були такими:
| WR | Ренді Барнс (USA)   | 23,12 | Вествуд  | 20 травня 1990 |
| CR | Вернер Гюнтер (CHE) | 22,23 | Рим      | 29 серпня 1987 |
| WL | Раян Кроузер (USA)  | 22,74 | Лонг-Біч | 20 квітня 2019 |

Перед чемпіонатом вісім атлетів мали в своєму активі кидки за 22 метри впродовж сезону на чолі з американцем Раяном Кроузером, який у квітні у себе на батьківщині штовхнув ядро на 22,74, що стало найкращим результатом за останні 29 років. Це обіцяло безпрецедентно високий рівень результатів у Досі.

## Результати

### Кваліфікація
Найкращий результат за підсумками кваліфікації показав Томас Волш (21,92). За регламентом змагань до фіналу проходили атлети, які показали в кваліфікаційних спробах 20,90 м. Всі 12 учасників фіналу перевершили цей показник. Примітно, що майбутній переможець змагань Джо Ковач потрапив до фіналу з останнім, 12-м, результатом (20,92).

### Фінал
Фінал подарував вболівальникам неймовірне за рівнем результатів протистояння. Відразу четверо штовхальників перетнули 22-метрову позначку, а тріо на п'єдесталі пошани розділив лише 1 сантиметр.
| Місце | Атлет                     | #1    | #2    | #3    | #4    | #5    | #6    | Результат | Примітки |
| ----- | ------------------------- | ----- | ----- | ----- | ----- | ----- | ----- | --------- | -------- |
| 1     | Джо Ковач (USA)           | 20,90 | 21,63 | 21,24 | 21,95 | 21,94 | 22,91 | 22,91     | CR       |
| 2     | Раян Кроузер (USA)        | 22,36 | х     | 22,36 | 22,71 | х     | 22,90 | 22,90     | PB       |
| 3     | Томас Волш (NZL)          | 22,90 | х     | х     | х     | 22,56 | х     | 22,90     | AR       |
| 4     | Дарлан Романі (BRA)       | 21,61 | 22,53 | 22,03 | 22,13 | х     | х     | 22,53     |          |
| 5     | Даррелл Гілл (USA)        | 20,58 | 21,38 | 21,65 | х     | 21,23 | х     | 21,65     |          |
| 6     | Конрад Буковецький (POL)  | 20,73 | 21,46 | х     | 20,36 | х     | х     | 21,46     |          |
| 7     | Джако Гілл (NZL)          | 21,41 | 21,27 | 20,74 | х     | 21,01 | 21,45 | 21,45     |          |
| 8     | Чуквуебука Енеквечі (NGR) | 21,18 | х     | 20,90 | 20,98 | 20,59 | 21,01 | 21,18     |          |
| 9     | Тім Недов (CAN)           | х     | 20,50 | 20,85 |       |       |       | 20,85     |          |
| 10    | Томаш Станек (CZE)        | 20,61 | 20,79 | 20,46 |       |       |       | 20,79     |          |
| 11    | Філіп Міхайлевич (HRV)    | 20,33 | 20,38 | 20,48 |       |       |       | 20,48     |          |
| 12    | Армін Сінанчевич (SRB)    | x     | x     | x     |       |       |       | —         | NM       |